# Gastrosaccus msangii
Gastrosaccus msangii är en kräftdjursart som beskrevs av Mihai Bacescu 1975. Gastrosaccus msangii ingår i släktet Gastrosaccus och familjen Mysidae. Inga underarter finns listade i Catalogue of Life.